# Subaru Park
Subaru Park è un impianto sportivo multifunzionale statunitense situato a Chester in Pennsylvania, si trova accanto al Commodore Barry Bridge e si affaccia lungo il fiume Delaware. Ospita gli incontri interni del Philadelphia Union, club statunitense di calcio facente parte della Major League Soccer, il massimo campionato di calcio per club statunitensi.
Denominato in origine PPL Park, fu rinominato Talen Energy Stadium nel 2016. Il 18 febbraio 2020, Subaru of America, la filiale statunitense della casa automobilistica giapponese Subaru, ha acquistato i diritti sul nome dello stadio, ribattezzandolo Subaru Park.
Fu costruito per volontà di un gruppo di investitori statunitensi con a capo Robb Buccini, Jay Sugarman e James Nevels i quali avevano intenzione di realizzare uno stadio di calcio ad usufrutto della franchigia MLS che sarebbe nata a Filadelfia. Dopo diversi mesi di negoziati, nell'ottobre 2007 la Contea di Delaware approvò il progetto.

## Storia
A causa di ritardi dei lavori, gli Union giocarono il loro primo match casalingo al Lincoln Financial Field invece che al PPL Park. 
Il 27 giugno 2010 si giocò la prima partita casalinga contro il Seattle Sounders e l'inaugurazione del nuovo stadio coincise con la prima vittoria in casa.

### Calcio
L'impianto ha ospitato nel 2015 la finale per il 3º posto della CONCACAF Gold Cup.

## Incontri internazionali di rilievo

### Calcio
| Arbitro: | Oscar Moncada |

|                                            |                      |                                  |
| Dempsey 70’                                | Marcatori            | 55’ Nurse                        |
| Jóhannsson Dempsey Johnson Bradley Beasley | Tiri di rigore 2 – 3 | R. Torres Arroyo Cooper Cummings |